# 劉珮 (成化舉人)
劉珮（15世紀—1489年），字德潤，號比齋，河南開封府鄢陵縣人，明朝政治人物。

## 生平
劉珮是刑部尚書劉璟的弟弟，二人一同跟隨華亭人張訥庵學習，他志向大而學業精，又擅長書法，得督學劉昌器重，成化十九年（1483年）的舉人，二十年（1484年）會試中副榜第八名，授潁州學正，嚴格教導士子，每夜四鼓擊鐸喚醒諸生，膳夫進湯，升堂完畢後諸生進號舍學習，到黃昏再次擊鐸至二鼓才停止，諸生無人敢懶惰，弘治二年（1489年）他病疾，諸生都爭相為他寫真，去世後眾人都哭泣，有數人甚至痛心而死。正德年間劉璟為刑部尚書，潁州有名郭昌時任戶部照磨，追思劉珮恩惠，每次對劉璟說話總帶著淚，而諸生道經鄢陵都會到其墳墓參拜。

## 引用
1. 1 2  民國《鄢陵縣志·卷二十·人物志》：劉珮，字德潤，別號比齋，刑部尚書璟弟也，生而瓌奇，與璟俱師事華亭張訥庵，志大業精，尤工字學，為督學劉欽謨先生所器重，成化癸卯領鄉薦，明年甲辰中乙榜第八，選署潁州學正，事教規嚴，整以勤苦，為諸生先，每夜四鼓擊鐸，諸生齊起，膳夫進湯升堂畢，諸生退就號舍，以次校業暮復擊鐸，至二鼓罷，諸生無敢惰者，宏治己酉嬰疾危篤，諸生競為寫真，既卒皆哭之，痛心喪者數人，正德間璟為刑部尚書，潁生有郭昌者時任戶部照磨，追思珮恩，每對璟言與淚俱貢薦，諸生有假道於鄢，造塋拜墓不通名而去者，其恩義感人類如此本。 劉訒撰墓表，參《潁州府志》
2. ↑  乾隆《潁州府志·卷六·名宦志》：劉珮，鄢陵人，成化十三年潁州學正，教規嚴整，勤苦率先，祀名宦。